# 1992 (sèrie de televisió)
1992 (Mille novecento novantadue) és una sèrie de televisió italiana creada per Alessandro Fabbri, Ludovica Rampoldi, Stefano Sardo a partir d'una idea de Stefano Accorsi. El primer capítol es va emetre a Sky Italia el 24 de març de 2015.
La sèrie conta la vida de sis persones i la seua relació amb la política italiana en el context canviant de principis de la dècada de 1990, i més concretament el cas Tangentopoli.